# Lumarzo
Lumarzo (Lumarso in ligure) è un comune italiano sparso di 1 439 abitanti della città metropolitana di Genova in Liguria. La sede comunale è situata nella frazione di Ferriere.

## Geografia fisica
Il territorio comunale è situato in alta val Fontanabuona lungo le sponde del torrente Lavagna, ad est di Genova, a cui è collegato tramite l'alta val Bisagno, oggigiorno attraverso il tunnel Bargagli-Ferriere e la galleria di Boasi. Dalle pendici del monte Bargagli nasce il torrente Lavagna.
Tra le vette del territorio il monte Bado (911 m).

## Storia

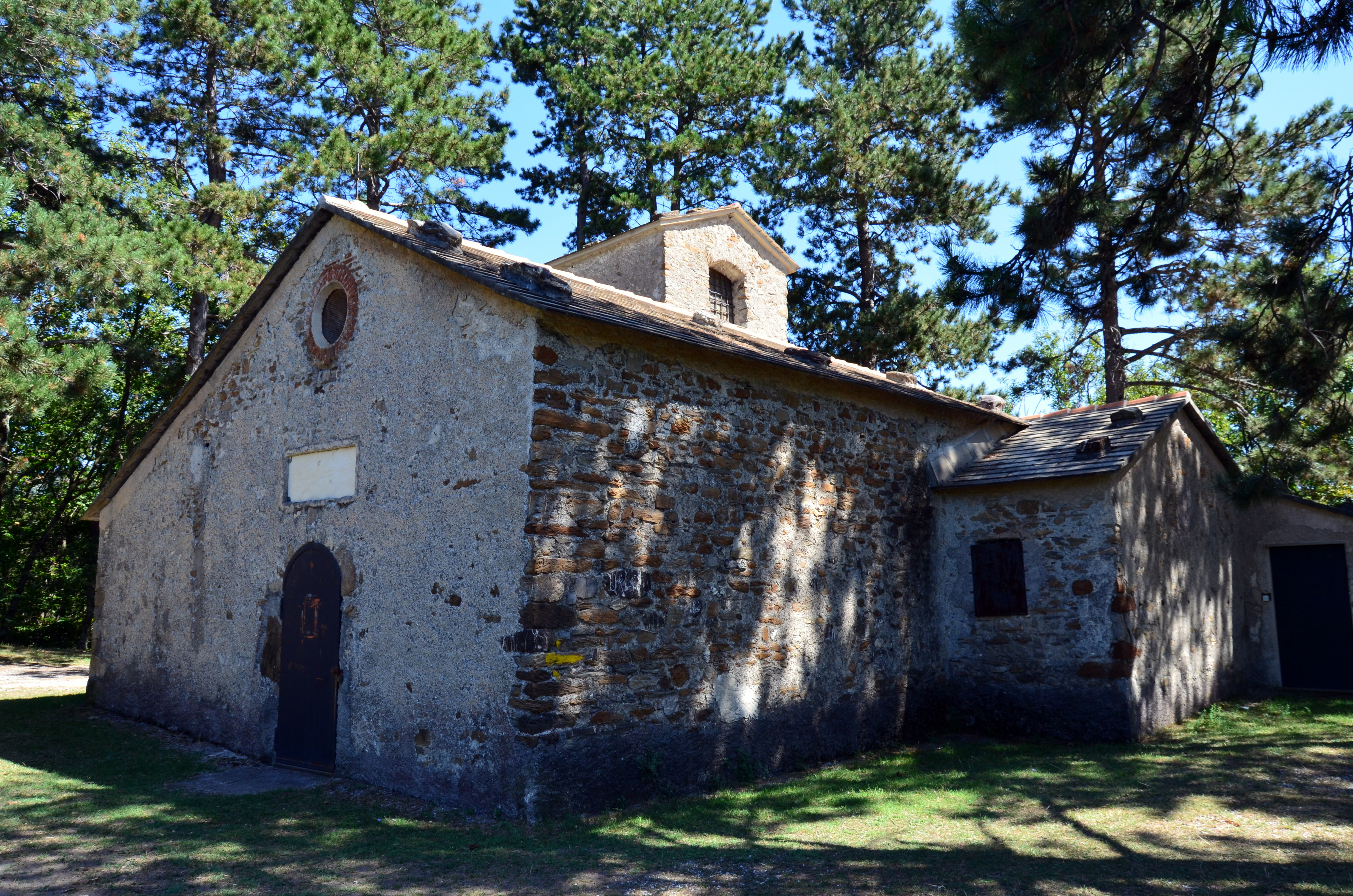
La chiesa, di origine medievale, di San Martino del Vento presso l'omonima località.

Il toponimo Lumarzo deriverebbe dal latino Locus Martius, cioè "boschetto-campo di Marte": questo ha fatto pensare che nell'attuale territorio comunale vi fosse un tempio, con annesso boschetto, consacrato al dio romano della guerra.
Citato ufficialmente per la prima volta come Limarce, in un documento del 1100 l'odierno territorio comunale divenne dominio della famiglia Malaspina e poi dei Fieschi di Lavagna che, nel 1198, cedettero il feudo alla Repubblica di Genova. Quest'ultima assoggettò la comunità alla podesteria di Roccatagliata-Neirone e, in seguito, nella podesteria di Rapallo.
Nel 1797 con la dominazione francese di Napoleone Bonaparte la costituita municipalità di Lumarzo rientrò dal 2 dicembre nel dipartimento del Golfo del Tigullio, con capoluogo Rapallo, all'interno della Repubblica Ligure. Dal 28 aprile del 1798 con i nuovi ordinamenti francesi, Lumarzo rientrò nel VI Cantone, capoluogo Neirone, della giurisdizione della Frutta e dal 1803 centro principale del III cantone dell'Appennino nella giurisdizione dell'Entella. Annesso al Primo Impero francese, dal 13 giugno 1805 al 1814 venne inserito nel dipartimento degli Appennini.
Nel 1815 fu inglobato nel Regno di Sardegna, secondo le decisioni del congresso di Vienna del 1814, che sottopose la municipalità di Lumarzo nella provincia di Chiavari sotto la divisione di Genova. Dal 1859 al 1926 il territorio fu compreso nel VI mandamento di Cicagna del circondario di Chiavari dell'allora provincia di Genova, nel Regno d'Italia.
Durante la seconda guerra mondiale fu terreno di scontri fra le truppe tedesche e la Resistenza italiana dei partigiani.
Dal 1973 al 30 aprile 2011 ha fatto parte della Comunità montana Fontanabuona.

### Simboli
Stemma
Gonfalone

Lo stemma e il gonfalone sono stati concessi con decreto del presidente della Repubblica del 27 febbraio 1975.

## Monumenti e luoghi d'interesse

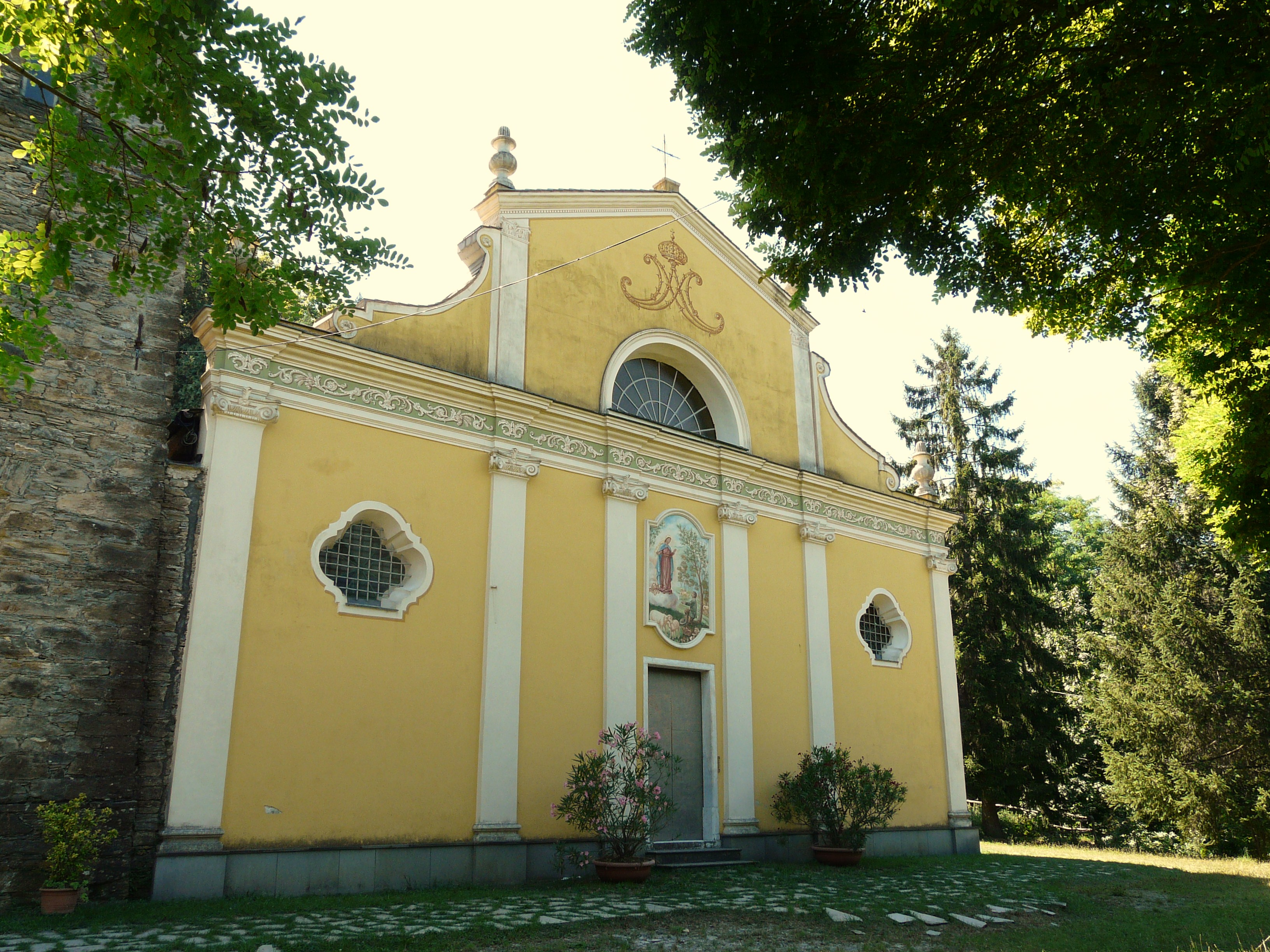
Il santuario di Nostra Signora del Bosco nella frazione di Pannesi

### Architetture religiose
- Chiesa parrocchiale di Santa Maria Maddalena a Lumarzo, risalente al XVII secolo secondo alcune fonti, ma riedificata nel XX secolo.
- Chiesa parrocchiale di San Tommaso nella frazione di Boasi. La chiesa, i cui registri parrocchiali datano dal 1618, fu consacrata dal vescovo della diocesi di Chiavari monsignor Giovanni Gamberoni il 23 giugno del 1917.
- Cappella di Nostra Signora della Guardia e San Rocco alla Colla di Boasi inaugurata il 2 ottobre 1875 probabilmente al posto di un'antica croce.
- Chiesa di Sant'Antonio abate nell'antico borgo di Lagomarsino, nel fondovalle. La locale chiesa conserva nel presbiterio un dipinto, di pittore anonimo del XVI secolo, ritraente i Santi Giacomo, Giovanni Battista, Filippo e Antonio abate.
- Chiesa parrocchiale di Santo Stefano nella frazione di Pannesi.
- Santuario di Nostra Signora del Bosco nella frazione di Pannesi. La costruzione dell'edificio avvenne, secondo la tradizione popolare, dopo l'apparizione mariana della Vergine Maria al contadino Felice Olcese il 12 settembre del 1555.
- Chiesetta di San Martino del Vento nell'omonima località. Secondo alcuni documenti storici la presenza di tale edificio religioso sembrerebbe risalente al XII secolo e la sua torre campanaria fu forse originariamente utilizzata - vista la struttura - come torretta di avvistamento del primitivo paese di Lumarzo. L'attuale struttura architettonica, posta in posizione isolata rispetto al paese e sullo spartiacque dei torrenti Urri e Lavagna, è risalente al XV secolo. Nel giugno del 2000 all'interno della chiesa un incendio doloso ne ha distrutto interamente la copertura e gli arredi interni; ad oggi grazie al sostentamento di enti privati e pubblici si è potuto finanziare l'opera di restauro recuperandone la copertura e i pregiati affreschi interni.
- Chiesa parrocchiale di Santa Margherita d'Antiochia nella frazione di Tasso. È documentata in alcuni atti del 1148; prevostura dal 1880 ebbe nella sua giurisdizione i borghi di Vallebona, Urri e Neirone. Il 30 settembre del 1908 è nominata arcipretura; nella stessa, durante le festività natalizie viene allestito un presepe tematico su fatti storici o di attualità[9]. Generalmente illustra la storia della vallata, l'evoluzione delle borgate sui sentieri che collegavano Genova con Piacenza e le attività lavorative, specialmente attorno al torrente Lavagna e nella frazione di Ferriere.
- Chiesa parrocchiale di San Maurizio nella frazione di Vallebuona. La parrocchia è stata creata dopo lo scorporo nel 1604 da Tasso su decisione dell'arcivescovo di Genova monsignor Orazio Spinola.

## Società

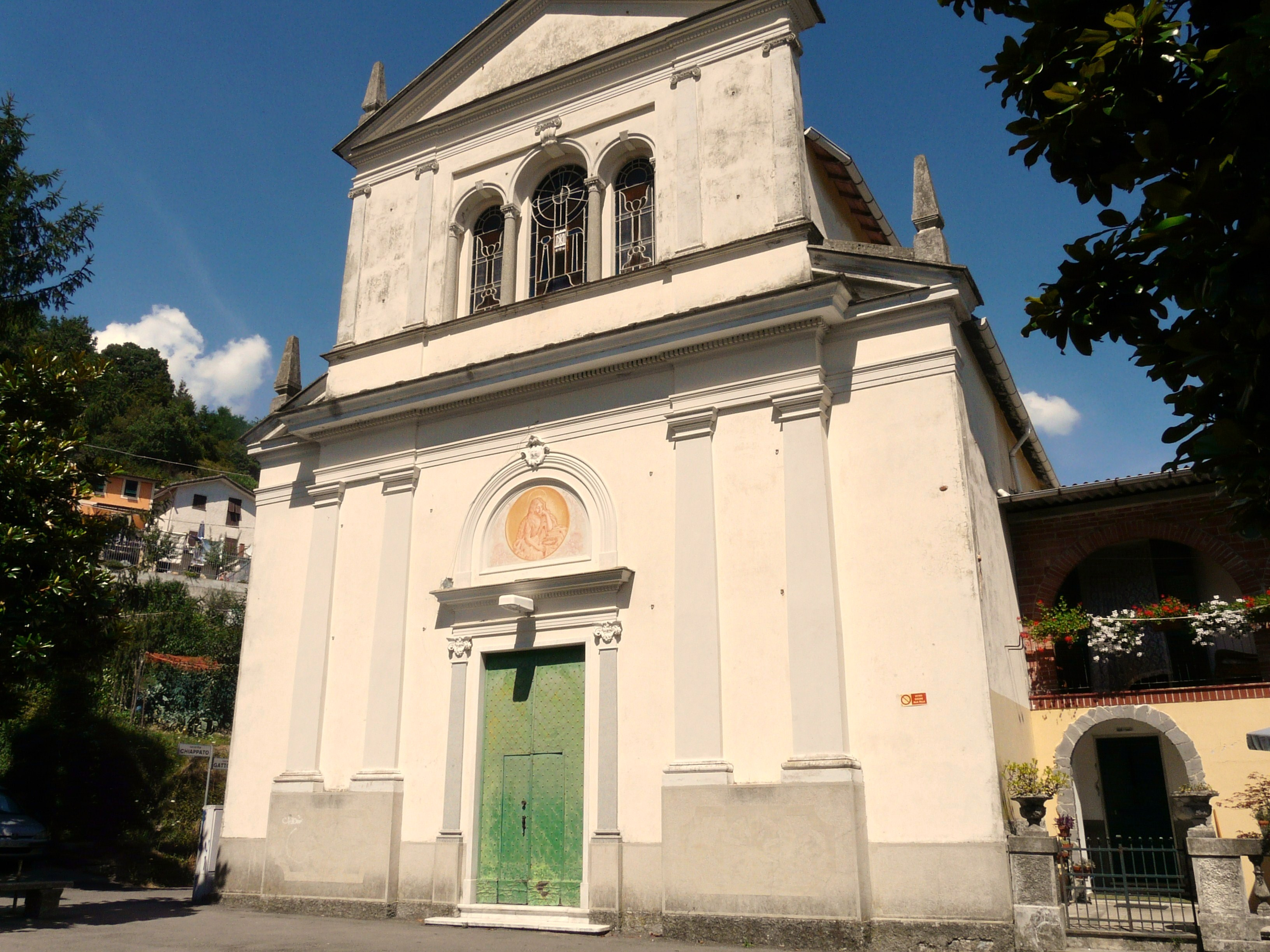
La chiesa parrocchiale di Santa Maria Maddalena di Lumarzo

### Evoluzione demografica
Abitanti censiti

### Etnie e minoranze straniere
Secondo i dati Istat al 31 dicembre 2022, i cittadini stranieri residenti a Lumarzo sono 41.

## Geografia antropica

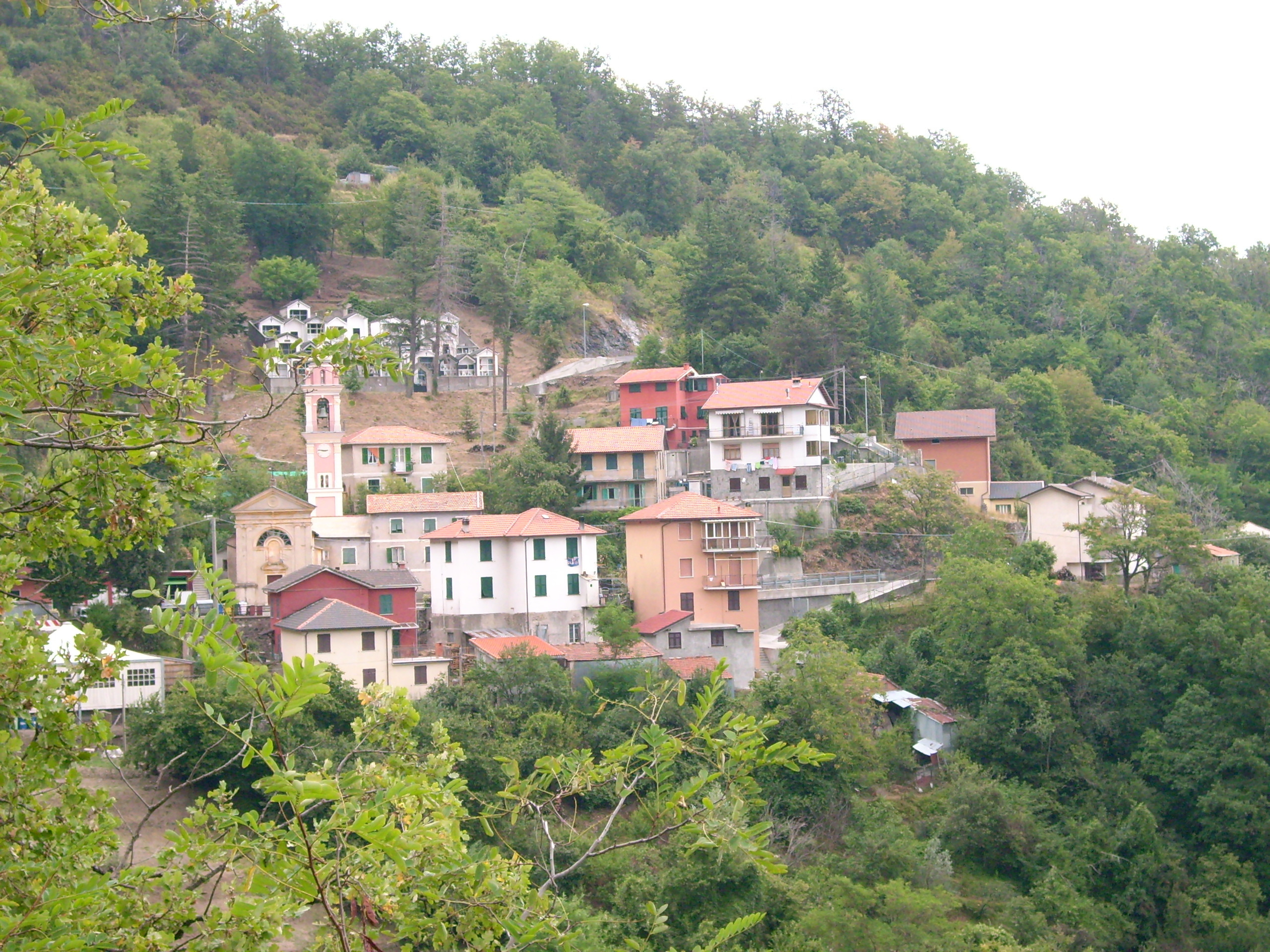
Panorama della frazione di Boasi

Il territorio comunale di Lumarzo comprende le frazioni di Boasi, Ferriere (sede comunale), Pannesi, Tasso, Vallebuona; fanno altresì parte le località di Campi, Carega, Case Soprane, Castello, Cerese, Chiappato, Cornega, Costa della Ca', Craviasco, Crovara, Forca, Gattorne, Lagomarsino, Lainà, Piancerese, Piane, Recroso, Rossi, Sanguinara, San Martino del Vento, Santuario di Nostra Signora del Bosco, Scagliola, Scagnelli, Sottotasso, Tasso Alto, Tassorello e Tolara, per un totale di 25,51 km².
Confina a nord con il comune di Torriglia, a sud con Sori, ad ovest con Davagna e Bargagli e ad est con Neirone e Uscio.

## Economia
L'economia comunale si basa principalmente sulla produzione agricola e sull'allevamento di bestiame.

## Infrastrutture e trasporti

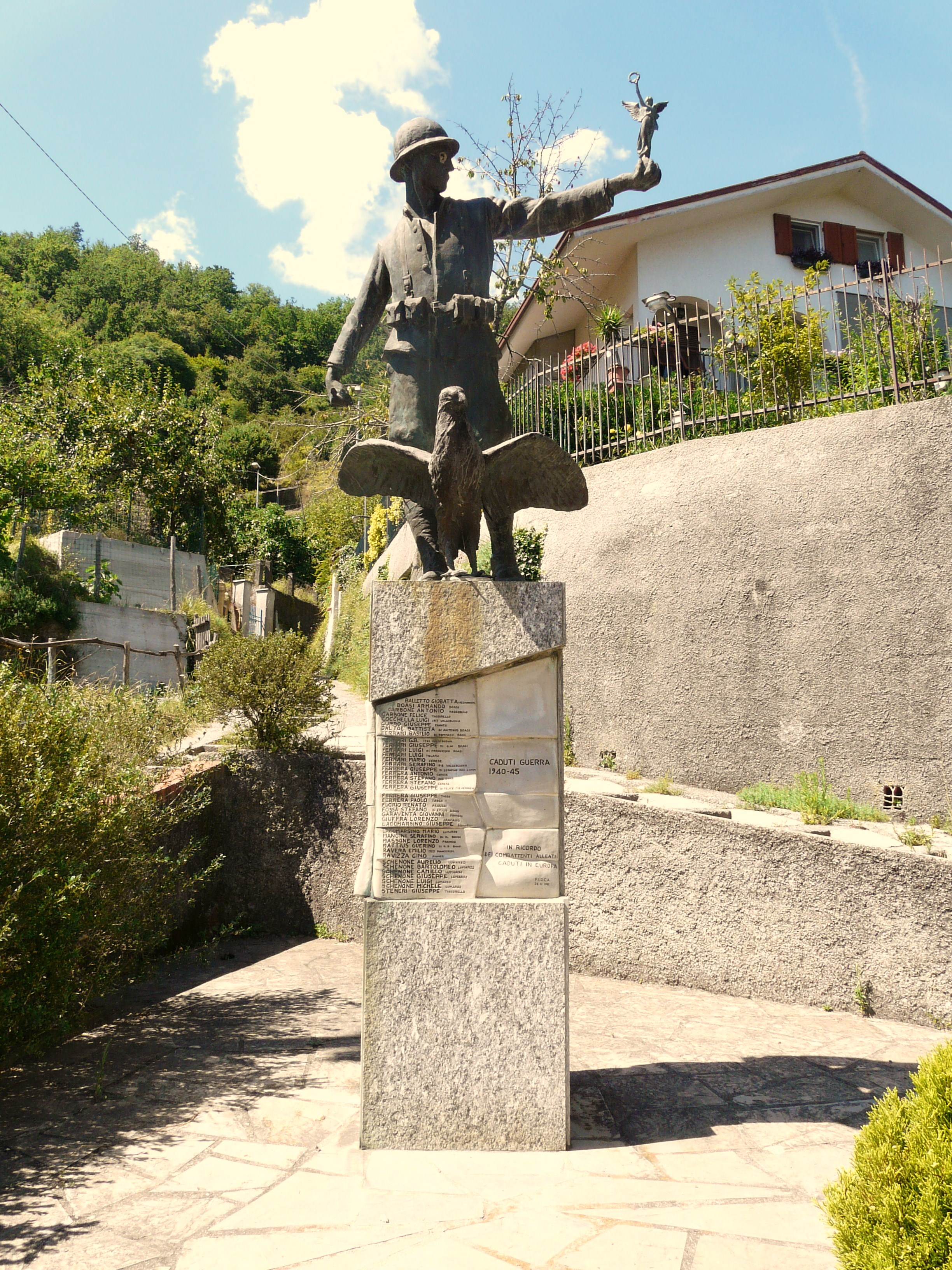
Monumento ai caduti di Lumarzo

### Strade
Il centro di Lumarzo è attraversato principalmente dalla strada provinciale 19 di Lumarzo che gli permette il collegamento stradale con Uscio, nella valle del torrente Recco a sud, e riallacciandosi a nord con la principale arteria della strada statale 225 della Val Fontanabuona, in val Fontanabuona, nel comune di Neirone.
La strada provinciale 77 di Boasi collega il comune con l'alta val Bisagno e la strada statale 45 di Val Trebbia. La strada provinciale 82 di Sant'Alberto di Bargagli la collega anche con il territorio di Bargagli in alta val Bisagno.

### Mobilità urbana
Dai comuni di Chiavari e Genova un servizio di trasporto pubblico locale gestito dall'AMT garantisce quotidiani collegamenti bus con Lumarzo e per le altre località del territorio comunale.

## Amministrazione

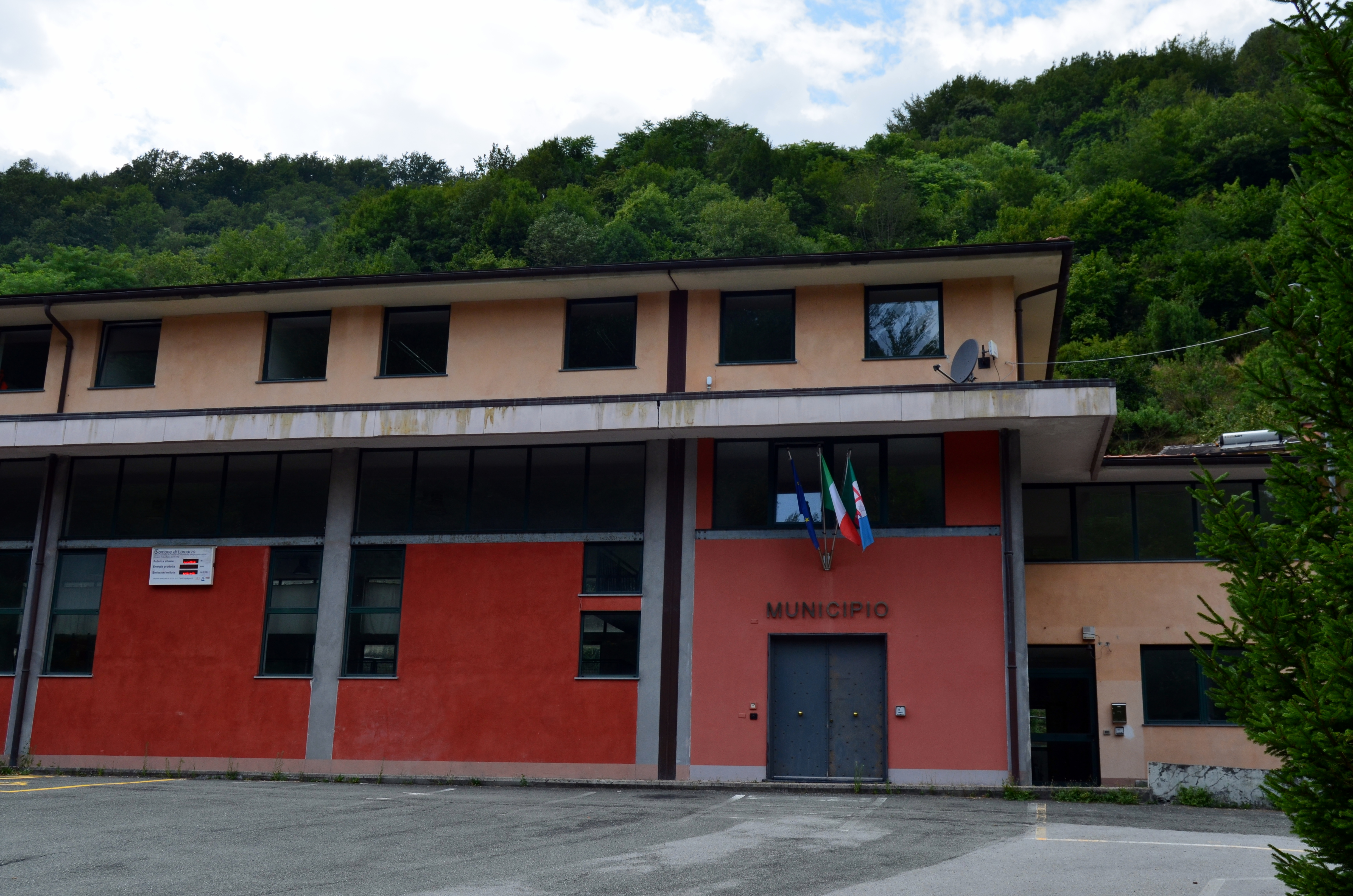
Il municipio nella frazione di Ferriere

| Periodo        | Periodo        | Primo cittadino     | Partito                                     | Carica  | Note |
| -------------- | -------------- | ------------------- | ------------------------------------------- | ------- | ---- |
| 15 luglio 1985 | 7 giugno 1990  | Giorgio Lagomarsino | DC                                          | Sindaco |      |
| 4 luglio 1990  | 24 aprile 1995 | Silvio Lercari      | DC                                          | Sindaco |      |
| 24 aprile 1995 | 14 giugno 1999 | Silvio Lercari      | Vallis Fontis Bonae (lista civica)          | Sindaco |      |
| 14 giugno 1999 | 14 giugno 2004 | Silvio Lercari      | Vallis Fontis Bonae (lista civica)          | Sindaco |      |
| 14 giugno 2004 | 8 giugno 2009  | Guido Guelfo        | Per Lumarzo (lista civica di centro-destra) | Sindaco |      |
| 8 giugno 2009  | 26 maggio 2014 | Guido Guelfo        | Per Lumarzo (lista civica di centro-destra) | Sindaco |      |
| 14 giugno 2014 | 27 maggio 2019 | Guido Guelfo        | Per Lumarzo (lista civica di centro-destra) | Sindaco |      |
| 27 maggio 2019 | 10 giugno 2024 | Daniele Nicchia     | Per Lumarzo (lista civica di centro-destra) | Sindaco |      |
| 10 giugno 2024 | in carica      | Guido Guelfo        | Per Lumarzo (lista civica di centro-destra) | Sindaco |      |

## Sport
In ambito sportivo l'attività più praticata è il gioco delle bocce. Tra le società più rilevanti vanno segnalate l'ACLI Ferriere e la Società Polisportiva Tasso che svolgono inoltre importanti attività nel sociale.
Se il calcio era praticato solo a livello amatoriale, la comunità può rivendicare ora il F.C.D. Lumarzo 2016, militante nel campionato di Seconda Categoria. La formazione dei gialloverdi negli anni successivi alla fondazione ha cominciato a riscontrare un certo seguito anche nelle trasferte, tanto che in occasione di quelle contro formazioni di comuni costieri, si è formato il gruppo dei "Cinghiali della costa". Le partite interne sono disputate a Moconesi.